# تسوکاسا تسوروماکی
تسوکاسا تسوروماکی (به انگلیسی: Tsukasa Tsurumaki) کشتی گیر کشور ژاپن است. زاده ۱۹ مهٔ ۱۹۸۴، کشتی گیر کشور ژاپن است. از افتخارات وی می‌توان به کسب دو مدال نقره بازی‌های آسیایی ۲۰۱۰ و بازی‌های آسیایی ۲۰۱۴ اشاره کرد.